# Фидаров, Асланбек Эдикович
Асланбек Эдикович Фидаров (4 мая 1973— 8 декабря 2020) — российский и украинский борец вольного стиля, чемпион Европы, участник Олимпийских игр 1996 года в Атланте, победитель крупных международных турниров.

## Биография
Фидаров Асланбек Эдикович родился 4 мая 1973 года в городе Орджоникидзе СОАССР. Борец вольного стиля. Чемпион Европы 1995 года, бронзовый призёр Чемпионата Европы 1994 года, Серебряный призёр Чемпионата России 1993 г.
Обладатель кубка мира по вольной борьбе 1995 года. Участник Олимпийских игр в Атланте.
Победитель и призёр многих международных турниров.